# Oia (genre)
Pour les articles homonymes, voir Oia.
Genre
Oia est un genre d'araignées aranéomorphes de la famille des Linyphiidae.

## Distribution
Les espèces de ce genre se rencontrent en Asie.

## Liste des espèces
Selon World Spider Catalog (version 26, 18/02/2025) :
- Oia baiyunensis Irfan, Zhang & Peng, 2025
- Oia breviprocessia Song & Li, 2010
- Oia ceratina Irfan, Zhang & Peng, 2022
- Oia imadatei (Oi, 1964)
- Oia kathmandu Tanasevitch, 2019
- Oia lata Irfan, Zhang & Peng, 2025
- Oia probosciella Tanasevitch, 2022
- Oia sororia Wunderlich, 1973
- Oia yinae Irfan, Zhang & Peng, 2025

## Systématique et taxinomie
Ce genre a été décrit par Wunderlich en 1973 dans les Linyphiidae.

## Étymologie
Ce genre est nommé en l'honneur de Ryoji Oi.

## Publication originale
- Wunderlich, 1973 : « Linyphiidae aus Nepal. Die neuen Gattungen Heterolinyphia, Martensinus, Oia und Paragongylidiellum (Arachnida: Araneae). » Senckenbergiana Biologica, vol. 54, p. 429-443.